# Fusillade d'El Paso
La fusillade d'El Paso a eu lieu le 3 août 2019 à El Paso, au Texas. Vingt-trois personnes sont tuées, au moins vingt-trois autres blessées. Le tueur, arrêté après s'être rendu à la police, déclare avoir voulu tuer le plus de Mexicains possible. Le crime de haine raciste est l'hypothèse privilégiée par l'enquête. Suspectant un acte terroriste, le FBI ouvre une enquête nationale, et la justice fédérale décide aussi de traiter la tuerie comme un acte terroriste. Le gouvernement mexicain considère qu'il s'agit d'un attentat anti-Mexicains, et l'ONU parle d'acte terroriste contre la communauté latino-américaine des États-Unis.

## Contexte
Les États-Unis sont un pays touché par les fusillades et les tueries de masse. Depuis le début de l'année 2019, l'attentat d'El Paso est la 249e ou 250e (selon la source) fusillade de masse survenue sur le territoire américain et comptant au moins quatre victimes (qu'elles soient blessées ou tuées),.
Quelques jours plus tôt, le 29 juillet 2019, un autre attentat considéré comme un probable crime de haine a eu lieu en Californie. Un tireur de 19 ans, Santino William Legan, avait ouvert le feu sur le Festival de l'ail de Gilroy, causant trois morts, avant d'être lui-même abattu par la police,. Avant la tuerie, il avait fait référence sur Instagram à un texte très populaire chez les suprémacistes blancs. Le 6 août, le FBI ouvre une enquête pour terrorisme intérieur sur cet événement.
De manière plus générale, les crimes de haine et les attentats suprémacistes blancs sont un problème en augmentation aux États-Unis, bien que la majorité de ces actes soient du vandalisme ou des agressions non mortelles. Ainsi, les crimes de haine avaient augmenté de 9 % en 2018 dans les 30 principales villes du pays, causant 2 009 victimes, et la tendance était également en hausse durant les premiers mois de 2019. Les groupes les plus ciblés sont les afro-américains, les juifs, les homosexuels ; les hispaniques sont également concernés bien que la hausse soit de moindre ampleur que pour les groupes précédents. De plus, si le nombre d'homicides provoqués par les extrémistes était en diminution jusque-là (36 en 2017 contre 22 en 2018), la proportion de ces meurtres causés par des suprémacistes blancs est en augmentation, et 54 % des meurtres perpétrés par des extrémistes depuis 2009 l'ont été par des suprémacistes blancs.
Deux raisons sont souvent avancées par les chercheurs en sciences sociales pour expliquer cette recrudescence. La première est appelée « effet Trump » : bien que le candidat à l'élection présidentielle américaine de 2016 puis président élu Donald Trump n'ait jamais appelé directement à la violence physique, sa rhétorique anti-migrants et ses sorties parfois jugées racistes sont souvent considérées comme un terreau fertile pour les extrémistes. Il a d'ailleurs été constaté que les crimes de haine avaient plus augmenté dans les comtés qui avaient majoritairement voté Trump que dans les autres. L'autre raison est l'attaque néonazie de Charlottesville en 2017, qui a causé la mort d'une militante antifasciste, et qui aurait servi de point de résurgence aux violences d'extrême droite ; d'autant plus que Trump avait renvoyé dos à dos les néonazis avec leurs opposants, refusant de les condamner nominalement. Cet attentat et l'absence de condamnation qui a suivi aurait encouragé les suprémacistes blancs à passer du militantisme en ligne aux actions physiques. Ainsi, les campagnes des élections de 2018 (législatives, sénatoriales et gouvernadorales) sont marquées par plusieurs incidents violents liés au suprémacisme blanc et qui ont causé plusieurs morts, dont l'affaire des colis piégés d'octobre 2018 aux États-Unis et la fusillade dans une synagogue de Pittsburgh.
El Paso est une ville américaine située sur la frontière entre les États-Unis et le Mexique, jouxtant directement la ville mexicaine de Ciudad Juárez, l'une de ses municipalités jumelles. Pendant des mois, elle a été un sujet de l'actualité nationale, du fait de son rôle de porte d'entrée sur le territoire américain pour plusieurs milliers de familles venues d'Amérique centrale. Elle est aussi le lieu de résidence de Mexicano-Américains qui se définissent davantage comme texans que comme mexicains. Le Walmart visé était un supermarché prisé de la communauté hispanique.
Selon le FBI, plus d’Américains sont morts de terrorisme intérieur que de terrorisme international depuis les attentats du 11 septembre 2001. Ce terrorisme intérieur serait de plus en plus motivé par le suprémacisme blanc. Il n'y a pas de condamnation pour terrorisme intérieur aux États-Unis, les individus ayant commis des attentats à l'intérieur du pays sont inculpés sous d'autres chefs d'accusation tels que le crime de haine, la conspiration ou le port d'armes.

## Déroulement des événements
À 10 h 30, heure locale, un individu portant un t-shirt noir, un pantalon de camouflage et un casque anti-bruit, ouvre le feu avec un AK-47 sur le parking d'un supermarché Walmart, y tuant au moins trois ou quatre personnes,. Le tireur entre dans le magasin, qui comptait entre 1 000 et 3 000 clients, et continue de faire feu.
Durant les événements, une jeune mère de famille mexicaine de trois enfants, Jordan Anchondo, est tuée en protégeant son bébé de deux mois qui souffre de fractures (qui pourra quitter l'hôpital en août) ; son mari André meurt lui aussi en essayant de protéger sa femme. Une autre personne se sacrifie aussi pour sauver la vie d'un membre de sa famille : Juan de Dios, un citoyen mexicain de 77 ans qui était en train d'acheter à manger avec son épouse de 65 ans Estela de Dios, quand une balle toucha cette dernière à l'estomac, Juan s'est alors volontairement interposé pour recevoir les autres balles à sa place ; il mourra de ses blessures le 5 août à l'hôpital car plusieurs de ses organes ont été perforés, les chirurgiens du même hôpital sauveront Estela. Un soldat américain de 22 ans, pas en service et qui faisait ses courses, Glen Oakley, parvient à mettre à l'abri des enfants qui avaient perdu leurs parents et à les éloigner du danger. Selon Oakley lui-même, ce serait son entraînement militaire qui lui aurait permis de savoir exactement quoi faire.
Le quartier est bouclé par la police. L'assaillant se rend, il est arrêté et placé en garde à vue,,.

## Bilan humain
Un premier bilan donné par le gouverneur du Texas, Greg Abbott, fait état de 20 morts et de 26 blessés,,,,,,. Le président mexicain Andrés Manuel López Obrador et le secrétaire aux Relations extérieures (équivalent mexicain du ministère des affaires étrangères) Marcelo Ebrard précisent que trois des morts et six des blessés (dont une fille de dix ans) sont des Mexicains,.
Le 5 août, le bilan s'alourdit à 22 morts,. Les deux individus décédés à l'hôpital étant mexicains, cela porte ainsi à huit le nombre de Mexicains morts dans l'attentat.
Le bilan passe à 23 morts lorsqu'une des victimes, Guillermo «Memo» Garcia, décède le 25 avril 2020 à l'hôpital où il était resté en traitement depuis le jour de la fusillade. Lui et sa femme Jessica Garcia avaient été blessés en s'interposant pour protéger leurs filles, qui s'en sont sorties physiquement indemnes, et Jessica a survécu. Guillermo était le dernier patient hospitalisé à cause de l'attentat, ce qui fait que sa mort fixe un bilan définitif de 23 morts.
Il s'agit de la huitième tuerie de masse la plus meurtrière commise aux États-Unis depuis la Seconde Guerre mondiale.
| Nationalité | Morts |
| ----------- | ----- |
| États-Unis  | 15,.  |
| Mexique     | 8.    |

## Enquête
Le tireur est arrêté par la police et placé en garde à vue,,. Dans un premier temps, elle ne communique pas son nom, et indique qu'il s'agit d'un homme blanc de 21 ans originaire d'Allen, au Texas, une banlieue de Dallas située à plus de neuf heures de route d'El Paso. Mais très vite les médias locaux avancent que l'assaillant serait un dénommé Patrick Crusius,.
L'enquête s'oriente rapidement vers un crime de haine,, c'est-à-dire une attaque liée à la couleur, la religion ou l'orientation sexuelle de la personne visée — un attentat raciste en l'occurrence. En effet, peu avant son acte, l'assaillant a laissé un manifeste sur le forum 8chan, un forum apprécié entre-autres des terroristes d'extrême droite. Il y dénonce une prétendue « invasion hispanique du Texas » et y apporte son soutien aux attentats de Christchurch, des attentats islamophobes menés par un suprémaciste blanc australien contre les mosquées de la ville de Christchurch en Nouvelle-Zélande qui ont coûté la vie à 51 personnes,,. Il y promeut également la théorie du grand remplacement.
Si Patrick Crusius est bien le tireur, ou du moins si ce dernier vient bien d'Allen, cela signifie qu'il a conduit un millier de kilomètres pour venir commettre sa fusillade à El Paso en particulier. Avec le crime de haine comme motif le plus probable, cela signifierait qu'El Paso aurait été choisie pour sa forte communauté hispanique (en 2018, 80 % de sa population était hispanique) et/ou pour sa proximité immédiate avec le Mexique.
Le FBI ouvre une enquête nationale pour terrorisme. La justice fédérale considère qu'il s'agit d'un acte terroriste.
Après son arrestation, l'assaillant se montre coopératif avec les autorités. Il leur dit notamment qu'il souhaitait « tuer le plus de Mexicains possible ».
Les autorités texanes vont requérir la peine de mort contre le tireur. Le 12 septembre, le procureur du comté d'El Paso, Jaime Esparza, annonce que Patrick Crusius va faire face à plusieurs accusations d'« assassinat capital », ce qui est le chef d'accusation le plus grave présent dans la législation texane. Ceci n'exclut pas la possibilité de faire face à d'autres charges de la législation texane ou fédérale. En avril 2020, Crusius est inculpé en tout de 90 chefs d'accusation en vertu des lois fédérales sur les crimes de haine et les armes à feu.
Le 5 août, Marcelo Ebrad, le secrétaire aux Relations extérieures du Mexique, dénonce un attentat anti-Mexicains, et annonce que le procureur fédéral mexicain est en train d'étudier s'il y aurait des éléments qui permettraient de demander l'extradition du terroriste. Il annonce aussi que la police mexicaine participera à l'enquête, en appliquant sa législation antiterroriste. Le 13 août, des fonctionnaires représentant diplomatiquement les États-Unis rencontrent des fonctionnaires mexicains du Parquet Général de la République [mexicaine] au siège de ce-dernier, afin de discuter de l'intégration des autorités mexicaines à l'enquête.
Le 15 août, la police du Texas a émis un appel à témoins accompagné d'une photo pour retrouver un inconnu, présenté comme « un héros », pour avoir sauvé plusieurs vies dont celle d'un nourrisson. Elle souhaite pouvoir l'interroger afin de faire progresser l'enquête. Elle refuse de dévoiler des détails sur son rôle exact durant la fusillade, car ces informations sont nécessaires pour vérifier son identité.
Pendant l'enquête, Patrick Crusius est placé à l'isolement et fait l'objet d'une surveillance accrue pour empêcher une tentative de suicide.

## Procès
Patrick Wood Crusius passe une première fois devant un tribunal d'El Paso l'après-midi du 10 octobre 2019. Il plaide alors non-coupable. Le procureur Jaime Esparza confirme le même jour qu'il demandera la peine de mort.
Le 6 février 2020, la presse annonce que Crusius devra affronter des charges supplémentaires devant la justice fédérale au cours de son procès, dont celle de crime de haine, mais ne peuvent pas donner plus de détails car leur source n'avait pas l'autorisation de les communiquer,. Ceci est confirmé au cours d'une conférence de presse le lendemain. En avril 2020, Crusius était inculpé en tout de 90 chefs d'accusation en vertu des lois fédérales sur les crimes de haine et les armes à feu.
En janvier 2023, les procureurs fédéraux annoncent renoncer à demander la peine de mort contre Crusius. Le 8 février 2023, au cours de son procès fédéral, il plaide coupable de tous les chefs d'accusation portés contre lui et il est condamné le 7 juillet de la même année à 90 peines de prison à vie sans possibilité de libération conditionnelle,. 
Deux ans plus tard, le 21 avril 2025, lors de son procès au niveau de l'État du Texas, Patrick Crusius plaide coupable de tous les chefs d’accusation portés contre lui et il est condamné à une peine de prison à vie sans possibilité de libération conditionnelle. 
Il est actuellement incarcéré dans la prison Louis C. Powledge Unit (en) à Palestine, siège du comté d'Anderson au Texas.

## Réactions
Treize heures après l'attentat d'El Paso, une autre fusillade dans un bar de Dayton, dans l'Ohio, cause neuf morts, dont la sœur du tireur, et 27 blessés,. La police riposte, et l'assaillant meurt de ses blessures par balles,. Ses motivations sont encore inconnues,. Plusieurs des réactions à la tuerie d'El Paso font également référence à celle de Dayton.

### Locales
Les habitants d'El Paso répondent massivement à l'appel à donner leur sang aux blessés, plusieurs centaines de personnes se sont rendues dans les centres de dons.
Le chef de la police locale Greg Allen promet qu'une « justice rapide et ferme » sera rendue.
Le candidat à la primaire démocrate Beto O'Rourke, originaire d'El Paso, accuse au cours d'une interview sur CNN, : « Nous assistons à une augmentation des crimes haineux chaque année depuis trois ans, sous une administration dont le président traite les Mexicains de violeurs et de criminels […] Trump est un raciste et il attise le racisme dans ce pays. Cela change fondamentalement le caractère de ce pays et cela conduit à la violence ». Le lendemain de l'attentat, une minute de silence pour les victimes est respectée avant un match de baseball des Texas Rangers à Arlington (banlieue de Dallas).
Le 7 août, Donald et Melania Trump se rendent à Dayton puis à El Paso pour féliciter les secouristes et la police des deux villes. Dans les deux cas, ils sont accueillis par des manifestants anti-Trump et anti-armes, tenus à l'écart des lieux des visites. La manifestation anti-Trump d'El Paso est guidée par O'Rourke. Toujours à El Paso, une deuxième manifestation, pro-Trump, a lieu en même temps. Lors de leur visite, les Trump veulent rencontrer les 8 adultes blessés toujours hospitalisés, mais ils refusent tous. Ils vont alors aller voir Paul Anchodo, un bébé orphelin mexicain de 3 mois qui a perdu ses deux parents mexicains (André et Jordan) dans la fusillade, qui avait été hospitalisé pour des fractures, mais qui avait pu quitter l'hôpital et qui y a été ramené spécialement pour prendre une photo avec le couple présidentiel. Sur ladite photo, Melania le tient dans ses bras, tandis que Donald sourit et lève le pouce,. Cette photo choque et provoque des réactions indignées de nombreuses célébrités et d'anonymes, qui accusent le couple présidentiel d'indécence d'utiliser un orphelin, et certains accusant de plus les discours de Donald Trump d'être à l'origine de la perte de ses parents. À noter que l'oncle de Paul, Tito Anchodo, qui aimerait récupérer la garde de l'enfant, a défendu Donald Trump contre les accusations d'indécence sur la radio NPR, et a ajouté que le père de Paul était lui-même trumpiste.
Un mémorial est monté à côté du Walmart où a eu lieu l'attentat. Il est entretenu par Antonio Basco, le veuf de Margie Reckard, une des victimes. Pour cela, il vit dans sa voiture garée sur le parking du supermarché. Une cagnotte en ligne est lancée pour réparer la climatisation de sa voiture, celle-ci étant en panne et le soleil du Texas étant particulièrement brûlant en été. Une autre cagnotte en ligne pour le soutenir est aussi lancée, et elle avait réussi à réunir plus de 25,000 $ le 16 août.
Le 16 août, environ 700 d'habitants d'El Paso présentent leurs hommages à l'enterrement de Margie Reckard au funérarium de Perches, à l'invitation de Basco, ce dernier précisant qu'il n'avait « pas d'autre famille » pour l'assister dans ce deuil et avait donc demandé au funérarium de convier « tout le monde » à assister aux funérailles de son épouse. En plus de la mobilisation des habitants de la ville, Basco reçoit également des fleurs et des milliers de mots de condoléances venant de plusieurs pays.
Durant le week-end du 1er et 2 février 2020, pour les 6 mois de l'attentat, le village de San Elizario, proche d'El Paso, plante 22 chênes en hommage aux 22 victimes décédées à cette date.

### Nationales
Réagissant sur Twitter, le président des États-Unis, Donald Trump, déplore une tragédie empreinte de lâcheté. Il déclare injustifiable le meurtre d'innocents et adresse tout son soutien aux Texans,. Après la fusillade de Dayton, il ajoute, toujours sur Twitter : « Que Dieu bénisse les habitants d'El Paso, au Texas. Que Dieu bénisse ceux de Dayton, Ohio  ». Il ordonne la mise-en-berne des drapeaux de la Maison-Blanche et sur tous les bâtiments publics jusqu'au 8 août en hommage aux victimes des deux tueries. À sa première apparition télévisée après les fusillades, il assure qu'il ne s'agit pas de crime de haine, mais qu'elles auraient été causées par des problèmes de santé mentale. Ce à quoi un tweet très relayé de la chanteuse Rihanna répondra, en faisant également référence au fait que les tireurs de la fusillade du festival de l'ail de Gilroy du 29 juillet, de l'attentat d'El Paso et de la fusillade de Dayton aient tous pu se procurer leurs armes légalement : « Imagine un monde où il est plus facile d’obtenir un AK-47 qu’un VISA ! Imagine un monde où ils construisent un mur pour garder les terroristes en AMÉRIQUE !!! ». La fille de Donald Trump, Ivanka Trump, elle, n'emploie pas de l'expression de problème mentaux et parle frontalement du terrorisme dans deux tweets, estimant que « la suprématie blanche, comme toute autre forme de terrorisme, est un fléau qui doit être détruit ». Finalement, au cours d'une intervention depuis la Maison-Blanche le 5 août 2019, Donald Trump dénonce explicitement le racisme, le sectarisme et le suprémacisme blanc, pour la première fois, et qualifie l'acte de crime contre l'humanité. Il refuse toutefois de considérer la législation sur les armes comme une des causes du problème des fusillades à répétition, et accuse plutôt les jeux vidéos, internet et les maladies mentales - ce qui fera perdre 4 milliards de dollars en bourse à l'industrie du jeu vidéo - pour éviter de s'attaquer au lobby des armes. Il rejette l'interdiction de la vente des fusils d'assaut, mais il se dit favorable à une loi pour interdire leur achat aux personnes atteintes de troubles mentaux.
Le candidat favori à la primaire démocrate de 2020 et ancien vice-président, Joe Biden, twitte « Il est grand temps d’agir et de mettre un terme à cette épidémie de violences liée aux armes » et exige une meilleure régulation des armes. Le maire de South Bend, Pete Buttigieg, autre candidat démocrate, dénonce une attaque terroriste perpétrée par des nationalistes blancs. Une autre candidate, la sénatrice Elizabeth Warren, déclare : « Nous devons agir maintenant pour mettre un terme à notre épidémie de violence par armes à feu […] J'ai le cœur brisé en pensant aux victimes et leurs familles. »
Les dirigeants de la chaîne de supermarchés Walmart, dont l'un des magasins a été le lieu de l'attentat, ont publié une déclaration dans laquelle ils déclarent travailler avec les forces de l'ordre et « prier pour les victimes, la communauté et nos collaborateurs, ainsi que pour les premiers intervenants » sur les lieux de la tuerie. Le 3 septembre 2019, Walmart annonce qu'il va arrêter de renouveler ses stocks de munitions pour fusils semi-automatiques, annonçant de fait la fin de la vente munitions pour fusils semi-automatiques dans ses supermarchés lorsque les stocks existants seront épuisés. Cette décision ne s'applique pas aux munitions de fusils de chasse. Cette décision intervient le même jour que la décision de la ville et du comté de San Francisco de désigner la National Rifle Association, le lobby pro-arme, comme une « organisation de terrorisme intérieur » après la fusillade du Festival de l'ail de Gilroy. Le 25 novembre, Wallmart inaugure un monument aux victimes à côté du magasin où a eu lieu l'attentat, un obélisque doré de plus de 9 mètres de haut, nommé Grand Candela.
L'organisation militante Moms demand action (« Les mères exigent des actes »), qui réclame une meilleure régulation des armes à feu, twitte : «  Nous portons les victimes dans notre cœur et promettons de continuer à agir en leur honneur », et des militants de l'association organisent une manifestation spontanée devant la Maison-Blanche.
Kevin McCarthy, le chef de file des représentants républicains, met en cause les jeux vidéos.
Durant la semaine précédant le premier anniversaire de la fusillade, des fleuristes venant d'El Paso et de plusieurs localités du Nouveau-Mexique installent 23 silhouettes de fleurs et de mousse végétale, en hommage aux 23 victimes. Les fleurs et la mousse sont installées sur des mannequins de plastique, et ceux représentant les plus jeunes victimes sont totalement recouverts de fleurs. Tous les mannequins ont une étoile dans la main, pour représenter celle sur les montagnes Franklin, un monument de la ville.

### Mexicaines
Le président mexicain Andrés Manuel López Obrador publie un communiqué, sous la forme d'une vidéo :

«  Je regrette les faits qui se sont passés à El Paso, Texas, localité voisine et sœur de Ciudad Juárez et de notre nation. Le [Secrétariat aux Relations Extérieures] et notre consulat sont en train d'agir et d'apporter leur aide. […] Je sais que c'est un lieu pacifique, parmi ceux les moins touchés par la violence aux Etats-Unis […] Il se trouve en face de Ciudad Juárez ; il y a une connivence fraternelle entre ceux qui vivent à Ciudad Juárez et ceux qui vivent à El Paso. [Les faits sont le produit de] la décomposition, des problèmes qu'ont certaines personnes, ce n'est pas une affaire généralisée, je le répète : il se peut que je me trompe, mais El Paso, Texas, fait partie des endroits, des villes les plus calmes des États-Unis, avec l'un des plus bas taux de délinquance, c'est pour ça que c'est un peu étrange, je le vois [comme] un cas étrange, mais pour finir, ce genre de choses arrive. »

Le 4 août, il demandera cependant à Donald Trump de mieux réguler les ventes d'armes dans son pays, à la fois pour limiter les fusillades sur le territoire américain, et pour porter un coup d'arrêt au trafic d'armes sur le territoire mexicain.
Le Secrétaire aux relations extérieures Marcelo Ebrard se rend à El Paso le 5 août. Il y dénonce un attentat contre la communauté mexicaine établie aux États-Unis. Il dit également que le procureur fédéral mexicain est en train d'étudier s'il y aurait des éléments qui permettraient de demander l'extradition du terroriste. Il a condamné les trois fusillades d'El Paso, de Dayton, et de Chicago (une fusillade qui a eu lieu le 4 août causant plusieurs blessés mais ne faisant pas de morts). Il annonce aussi que la police mexicaine participera à l'enquête, en appliquant sa législation antiterroriste.
Trois gouverneurs mexicains condamnent l'attentat. Le gouverneur du Zacatecas, Alejandro Tello Cristerna, qui condamne la recrudescence des violences physiques et verbales racistes contre les migrants mexicains aux États-Unis, et qui annonce qu'il met le personnel du Secrétariat zacatecain de la migration au service du Secrétariat aux relations extérieures le temps de l'enquête. Le gouverneur d'Aguascalientes, Martín Orozco Sandoval, qui écrit sur Twitter qu'il trouve l'événement « vraiment lamentable » et qui déplore la présence d'un habitant de l'État d'Aguascalientes parmi les morts (Adolfo Cerros Hernández). Tandis que le gouverneur de Coahuila, Miguel Riquelme Solís, déplore lui aussi sur plusieurs réseaux sociaux la mort d'un habitant de son État (Jorge Calvillo García), aux côtés du maire de Torreón Jorge Zermeño, ville dont était originaire la victime.
Le 5 août 2019, des militants du Movimiento Binacional por la esperanza (Mouvement binational pour l'espoir), de la Coalición Binacional contra Donald Trump (Coalition binationale contre Donald Trump) et de la Coalición Binacional Migrante Aztlán (Coalition binationale migrante d'Aztlán) manifestent en face de l'ambassade des États-Unis à Mexico, contre les crimes de haine, les persécutions et les discriminations dirigées contre la communauté mexicaine des États-Unis, et pour demander une meilleure régulation de la vente d'arme sur le territoire américain. Ils accusent Donald Trump d'« être responsable [des crimes de haine] à cause de son discours raciste, xénophobe et suprémaciste », avant de le brûler en effigie. Puis ils applaudissent « pour la première fois » Marcelo Ebrard pour son implication dans l'enquête.

### Internationales
- France : Dans un message, publié sur le réseau social de microblogage Twitter, le président de la République française, Emmanuel Macron, fait part de sa tristesse et assure les victimes de la fusillade et leurs proches de sa solidarité et le peuple américain de son soutien[45].
- Organisation des États américains : le 29 août, le Conseil permanent de l'Organisation des États américains condamne la fusillade. La représentante permanente du Mexique à l'OEA, Luz Elena Baños Rivas, déclare au nom de l'organisation : « A travers cette déclaration, nous désirons rendre visible le phénomène de violence et de terrorisme généré par les discours de haine contre les migrants et par le suprémacisme racial, de manière que depuis l'OEA nous puissions prendre des mesures préventives et correctrices pour faire face à la prolifération des messages de groupes extrémistes violents et radicaux […] il est nécessaire de redoubler d'effort afin de prévenir et de combattre l'extrémisme violent dans une perspective intégrale et multidimensionnelle en respectant pleinement les Droits de l'Homme et l’État de Droit et en utilisant contre lui [l'extrémisme violent] les instances adaptées dans le cadre du système inter-américain et du système global. »[61]
- ONU : Le secrétaire général de l'Organisation des Nations unies António Guterres présente ses condoléances aux familles des victimes, sa solidarité aux gouvernements des États-Unis et du Mexique, et condamne ce qu'il appelle un acte terroriste dirigé contre la communauté latina aux États-Unis[62]. Il appelle à lutter contre la violence en s'attaquant directement aux racines du problèmes : la haine, le racisme et la xénophobie[62].

Environ 10 000 mots de condoléance, et plus de 900 bouquets et couronnes de fleurs, sont envoyés d'Amérique et d'Asie à Antonio Basco, le veuf de Margie Reckard, une des victimes de l'attentat.

### Dans la culture populaire
Les fusillades du festival de l'ail de Gilroy, de Dayton et surtout celle d'El Paso sont les trois plus citées ou sous-entendues dans le clip de la chanson anti-armes à feu Pop Goes The Weapon de Prophets of Rage.

## Conséquences

### Classification du «Mouvement impérial russe» comme groupe terroriste
Le 6 avril 2020, le Département d'État des États-Unis place le groupe monarchiste et suprémaciste blanc « Mouvement impérial russe », et trois de ses chefs Stanislav Vorobiev, Denis Gariev et Nikolaï Trouchtchalov, sur la liste noire du terrorisme international. Il s'agit de la première fois que les États-Unis inscrivent un groupe suprémaciste blanc sur cette liste. Pour motiver cette inscription, en plus de la participation du « Mouvement impérial russe » aux côtés des rebelles pro-russes dans la Guerre du Donbass et de sa tentative de recruter des Américains pour s'y battre, le Département d’État s'appuie sur la montée du terrorisme lié au suprémacisme blanc depuis 2015, et se réfère en particulier aux fusillades de la synagogue de Pittsburgh et d'El Paso.

### Crainte d'attaques «copycat»
Le 13 mai 2020, le FBI arrête à Horizon City un homme de 29 ans déjà condamné en 2011 pour des affaires liées à la drogue, Alex R. Barron, et saisit ses armes, car il menaçait sur les réseaux de reproduire l'attentat d'El Paso en commettant une fusillade dans d'autres Walmarts de la ville. L'enquête semble montrer qu'il projetait plutôt d'attaquer la ville de Socorro. Il est incarcéré préventivement dans la prison du comté d'El Paso dans le centre-ville d'El Paso, et inculpé de deux charges fédérales liées à la possession d'armes à feu en vue de commettre un crime, chaque charge pouvant lui valoir 10 ans de prison.
De manière générale, alors que le premier anniversaire de l'attentat approche, les menaces de mener de nouvelles tueries de masse inspirées de lui se multiplient sur les réseaux sociaux, ce qui est appelé en anglais des menaces « copycat », c'est-à-dire qui s'inspirent d'un méfait pour le reproduire. Cette augmentation inquiète le FBI et les représentants de la loi à El Paso qui, même s'ils savent que certains des messages sont des mauvaises plaisanteries, craignent que certains soient sérieux. Ils demandent aux internautes de ne pas partager les menaces afin d'éviter d'alimenter cette tendance, et rappellent que par défaut chaque message de menace sera considéré comme une menace sérieuse du point de vue légal.